# Diversidad sexual en Vietnam
Las personas del colectivo LGBT+ en Vietnam se enfrentan a ciertos desafíos legales y sociales no experimentados por otros residentes.

## Legislación
Desde su independencia de Francia (1954) el Código Penal de Vietnam, cuya última versión data de 1999, no ha penalizado las relaciones homosexuales consentidas entre adultos. El Gobierno ha hecho pequeños avances en los últimos años incluyendo la remoción de prohibiciones de las relaciones entre personas del mismo sexo, la directriz oficial del Ministerio de Salud de agosto de 2022 indicando que la homosexualidad no es una enfermedad y prohibiendo las terapias de reorientación sexual y el establecimiento de una edad legal para el cambio de género.Sin embargo, las parejas del mismo sexo y los hogares encabezados por parejas del mismo sexo no son elegibles para las protecciones legales disponibles para las parejas del sexo opuesto. 
En noviembre de 2016 Vietnam, Corea del Sur, Japón, Filipinas, Israel, Tailandia, Timor Oriental, Nepal, Georgia, Turquía, Sri Lanka y Mongolia fueron los únicos países asiáticos en las Naciones Unidas que votaron a favor del nombramiento de un independiente experto para crear conciencia sobre la discriminación que enfrenta la comunidad LGBT y para encontrar formas de protegerlos adecuadamente. El Grupo Africano protestó contra la creación del nuevo puesto.

## Situación social

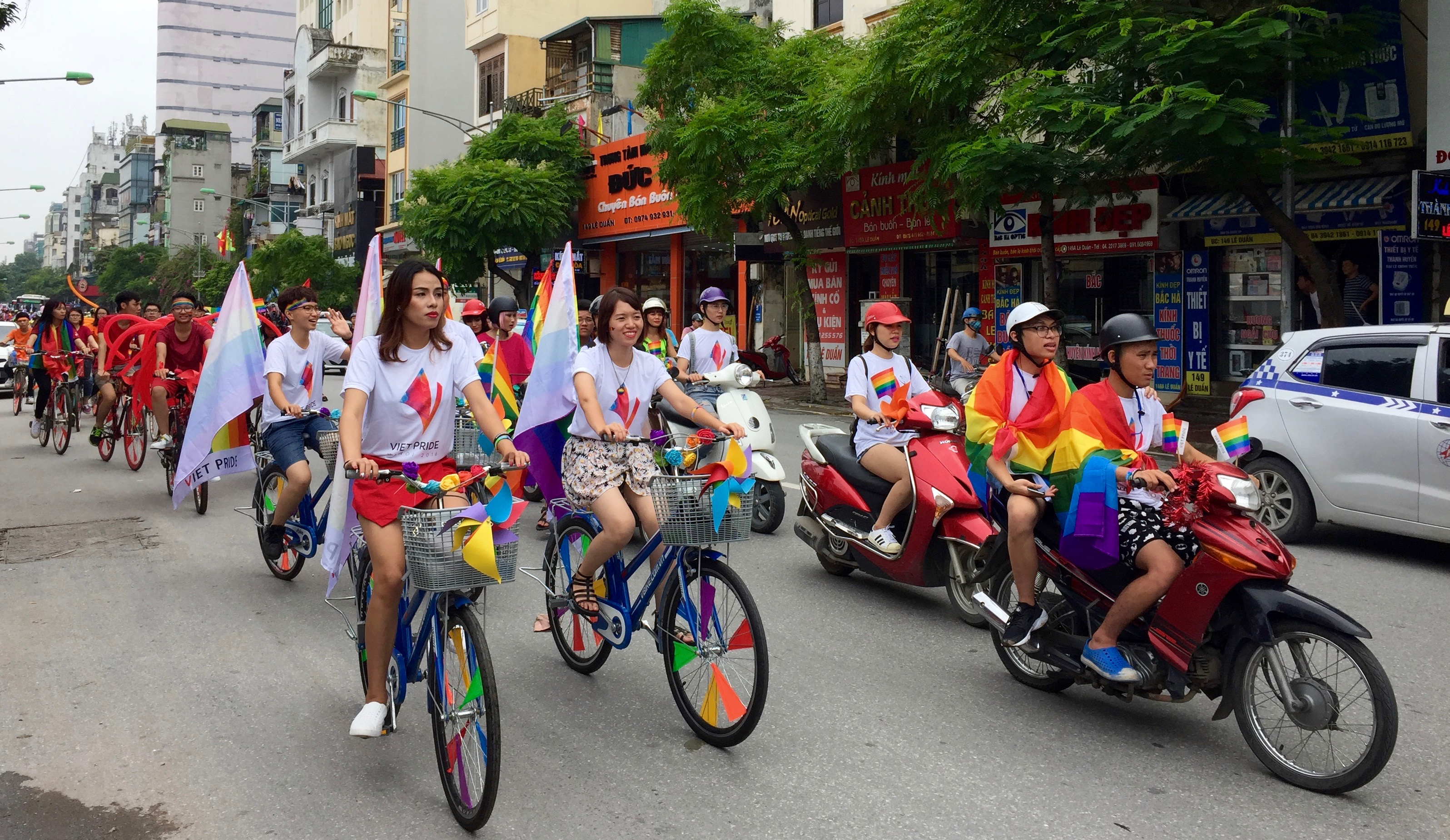
Panorámica del desfile del Orgullo LGBT de Hanói (2016)

Aunque la homosexualidad generalmente se considera tabú la conciencia sobre los derechos LGBT ha aumentado durante el siglo XXI. Sin embargo los informes de discriminación contra las personas LGBT no son infrecuentes, ya que aproximadamente el 20% de las personas LGBT informaron haber sido golpeadas por miembros de la familia al salir del armario.[cita requerida]
El primer desfile del orgullo gay de Vietnam tuvo lugar pacíficamente en Hanói el 5 de agosto de 2012. Desde entonces, los desfiles del orgullo se llevan a cabo anualmente en otras 35 ciudades y provincias.